# Stillorgan

Stillorgan (en irlandais : Stigh Lorgan, aussi Stigh Lorcáin et parfois Tigh Lorcáin ou Teach Lorcáin), autrefois village indépendant, est devenu une nouvelle banlieue de Dublin en Irlande. 
Stillorgan est situé dans le Comté de Dun Laoghaire-Rathdown, il possède des propriétés résidentielles, des boutiques et de nombreux services tout en conservant son ancien village central.
Stillorgan est au moins en partie contiguë à Kilmacud et à ses voisins du sud de Dublin comme Mount Merrion, Sandyford, Leopardstown,  Dundrum,  Blackrock, Goatstown et Foxrock.
La banlieue définie comme le quartier de Stillorgan (zone électorale) de Dún Laoghaire – Rathdown, constitue une zone beaucoup plus grande que le village de Stillorgan. Elle comptait 19 840 habitants au recensement de 2006.

## Géographie

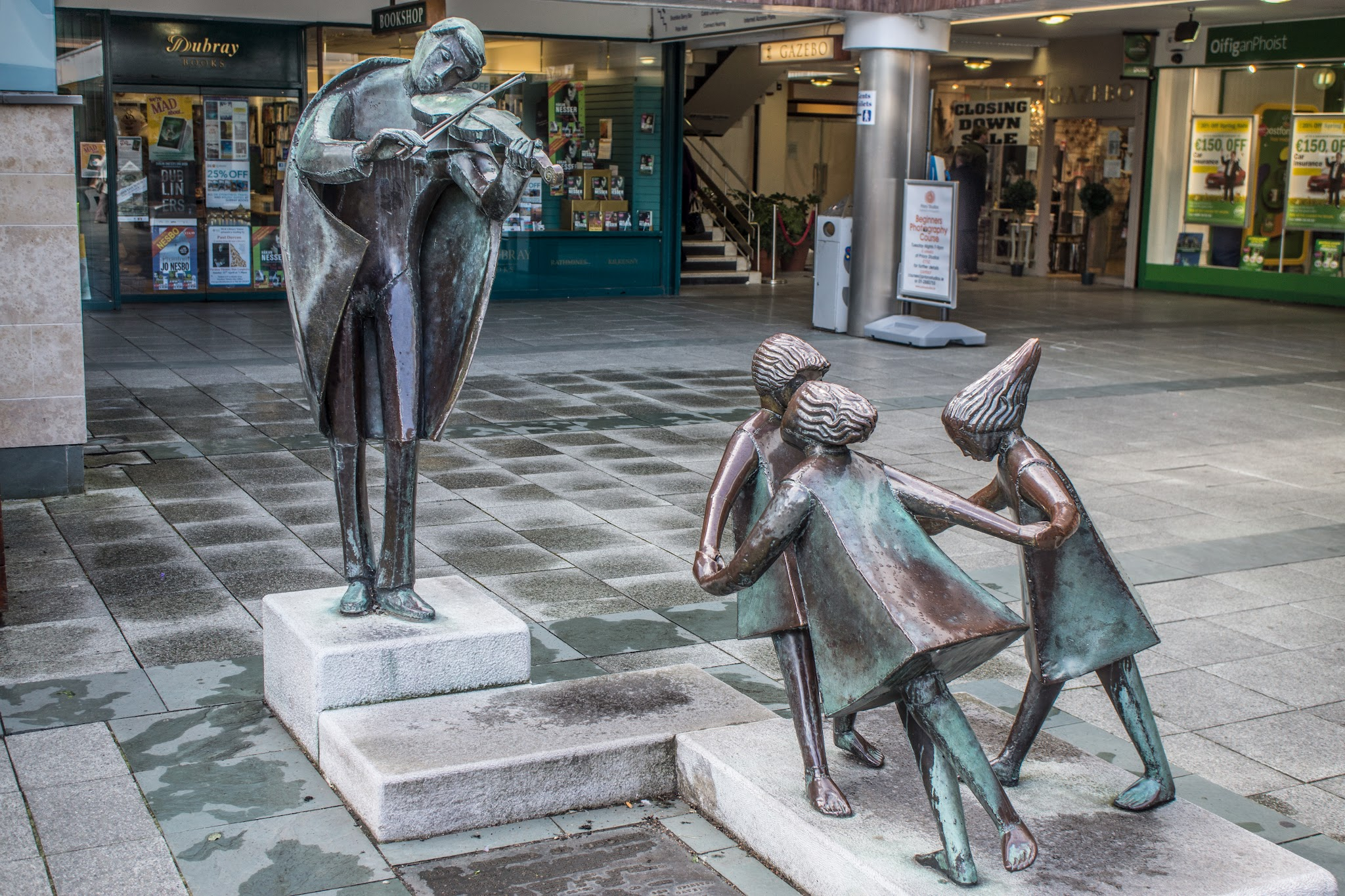
Le violoniste de Dooney, sculpture d'Imogen Stuart dans le centre commercial.

Dans les années 1930, 60 maisons sont construites à Beaufield Park. Le domaine de Merville a ensuite été urbanisé dans les années 1950 sur un terrain appartenant à la ferme laitière de la famille Jolly[citation nécessaire]. St Laurence's Park a été achevé en octobre 1954[citation nécessaire].
Première piste de bowling en Irlande, le Stillorgan Bowl a ouvert ses portes en décembre 1963.
Le premier centre commercial à être construit en Irlande a ouvert ses portes à Stillorgan en 1966,. Il est inauguré par Dickey Rock. Trois supermarchés, Powers, Liptons et Quinnsworth s'y trouvaient alors. La route devant le centre commercial était entièrement bordée de chalets construits au début du XIXe siècle. Pour permettre la construction du centre commercial, ils ont été détruits. Ils s'étendaient de l'école des Christian Brothers, Oatlands College, jusqu'à la fin de Dublin Road et jusqu'à Lower Kilmacud road. Les décombres ont été utilisés pour combler et niveler les terrains qui sont maintenant Páirc De Burca, le terrain de jeu de Kilmacud Crokes. 
Des discussions se poursuivent depuis de nombreuses années pour l'agrandissement et la modernisation du centre. Il devait être réaménagé par Treasury Holdings en 2008. Le site Blakes/Burn Nightclub dispose également d'un permis de construire pour un complexe d'appartements à plusieurs étages avec quelques unités commerciales.

## Toponymie
Il est couramment admis que Stillorgan tient son nom d'une déformation danoise ou anglo-normande de Teach Lorcan, « la maison d'église de Lorcan (Laurence) », peut-être St. Laurence O'Toole.
Une autre croyance fait état du nom d'un chef danois ou irlandais du même nom. Ce qui aurait pu être sa chambre funéraire a été découvert à Stillorgan Park en 1716,.
Le nom celtique d'origine de Stillorgan était Athnakill - « Place de l'église ». Au XIVe siècle, le manoir de Stillorgan était détenu par la famille Cruise, il passa à la famille Derpatrick puis aux Fitzwilliams.
L'église paroissiale catholique romaine de Saint-Laurent est généralement présumée porter le nom de saint Laurent O'Toole, ou Lorcán Ua Tuathail, né à Castledermot, comté de Kildare en 1128, décédé à Eu, Normandie, France, en novembre. Il fut canonisé en 1225 par le  Pape Honorius. Il était l'un des quatre fils d'une princesse O'Byrne et Murtagh O'Tuathail, roi des Uí Muirdeaigh III. [réf. nécessaire]

## Architecture

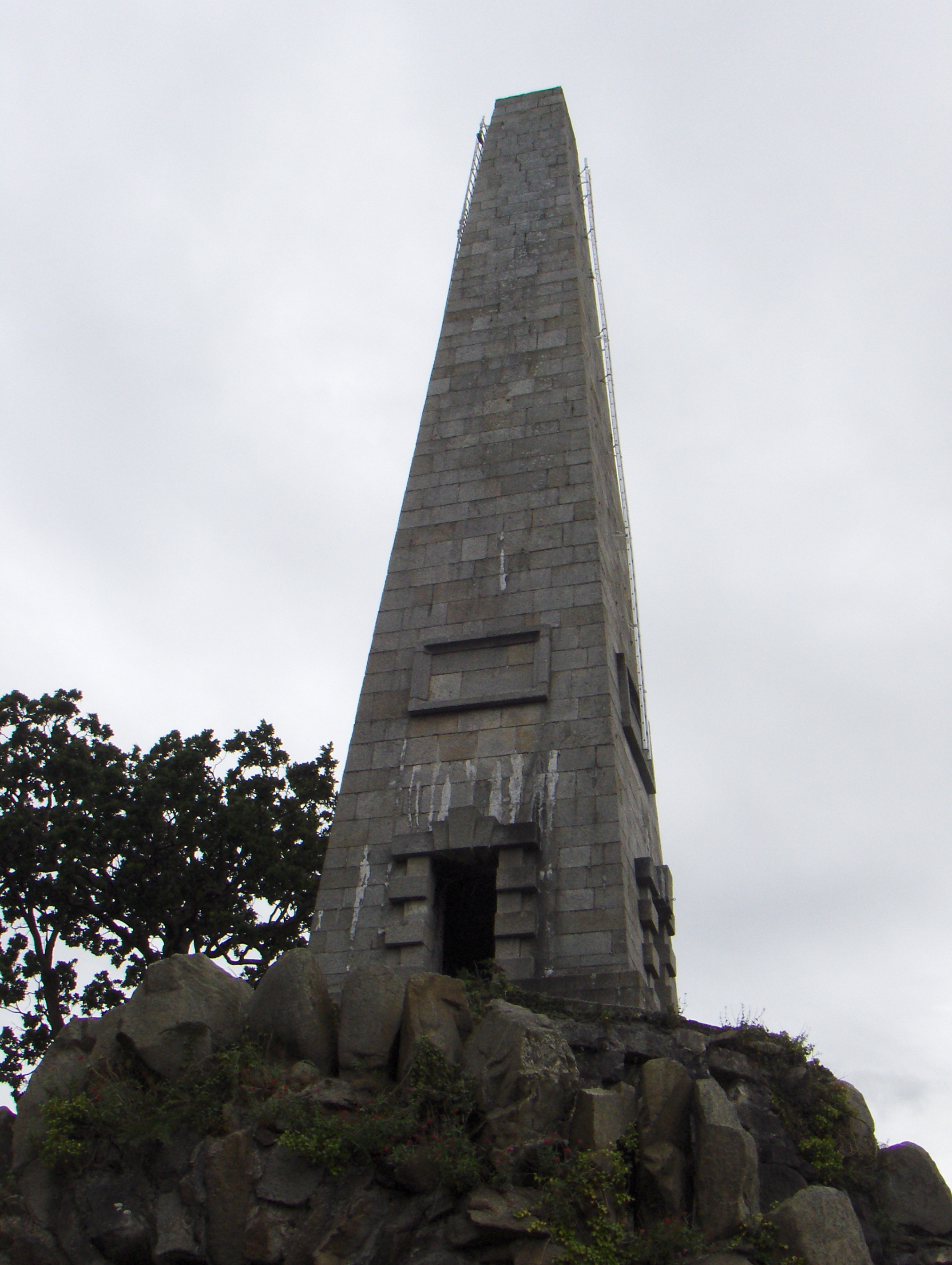
L'obélisque de Stillorgan.

Stillorgan Castle devient House of St John of God quand l'ordre des Hospitaliers s'y installe en 1883. Il est transformé en hôpital psychiatrique.
L'une des particularités architecturales les plus importantes est le grand obélisque du XVIIIe siècle conçu par Edward Lovett Pearce pour le deuxième vicomte Allen. Pearce résidait à Stillorgan dans une maison connue sous le nom de The Grove. Elle a été démolie pour faire place à Stillorgan Bowl (maintenant LeisurePlex).
L'actuelle église St. Brigid de l'église d'Irlande a été construite en 1706 sur le site d'une ancienne église qui aurait été dépendance du monastère de St. Brigid à Kildare.
Un grand réservoir ouvert, appelé Stillorgan Reservoir, est situé près du Sandyford Industrial Estate. L'eau est acheminée par le Vartry Reservoir près de Roundwood dans comté de Wicklow. Il a été construit au XIXe siècle pour l'aqueduc de Dublin Corporation, sur les terres d'une maison du XVIIIe siècle appelée Rockland, plus tard connue sous le nom de Clonmore[citation nécessaire].
Le plus ancien pub de Stillorgan est Bolands, récemment rebaptisé Bolands on the Hill. Alors qu'il a été rouvert sous le nom de McGowan à la suite d'un changement de titulaire de bail en 2010, il est redevenu Bolands en 2012. Il s'agissait autrefois d'un lieu de rencontre pour boire local de nombreux écrivains du sud de Dublin, parmi eux Brian O Nuallain (Myles na gCopaleen) et Maurice Walsh[citation nécessaire].
Le premier cinéma Ormonde a été construit et ouvert en 1954, pouvant accueillir 980 personnes avec un grand parking sur le côté. Il a été complètement démoli en 1978, le site étant alors occupé par la Banque AIB à Stillorgan Plaza. Le nouveau cinéma Ormonde a ouvert ses portes au début des années 1980 en tant que salle multi-écrans, plus petite. À l'été 2011, le cinéma d'Ormonde a été rénové et ouvert comme cinéma de l'United Cinemas International (UCI), puis Odeon[citation nécessaire].
La brasserie Henry Darley a été ouverte dans les années 1800, située près de ce qui est aujourd'hui The Grange, Brewery Road. 
Cullen's était une épicerie ainsi qu'un pub dans les années 1920 et 1930. C'est maintenant le site du Stillorgan Orchard qui a été recouvert de chaume dans les années 1980. Son nom précédent était The Stillorgan Inn[citation nécessaire].
Samuel Lewis, dans A Topographical Dictionary of Ireland (1837), répertorie un certain nombre de « beaux établissements et villas agréables » dans la région. Il s'agit notamment de Stillorgan House (de la famille Verschoyle), de Carysfort House (domicile de William Saurin, procureur général d'Irlande), de Mount Eagle (plus tard château de Stillorgan hôpital St John of God) et plusieurs autres grandes résidences de qualité.

## Enseignement
Parmi les écoles primaires et secondaires de la région se trouvent Oatlands College (établissement catholique pour garçons), Mount Anville Secondary School (pour filles catholiques), St Benildus College (garçons/catholique), St. Brigid's (mixte, Église d'Irlande), St. Laurence's (garçons/catholique) et l'école St. Raphaela (filles/catholique).
Le Stillorgan College of Further Education. est un établissement de  troisième cycle.

## Sports
Stillorgan héberge le Kilmacud Crokes GAA, Gaelic Athletic Association, dont le clubhouse et le terrain, Glenalbyn, sont situés juste en face du centre commercial.
Il abrite également le Stillorgan Rugby Club.

## Voies de communication et transports
La route N11 mène de la ville, en passant par Stillorgan, vers la principale ville de banlieue de  Bray. Elle évite le centre de Stillorgan depuis le milieu des années 1970, lorsque le contournement de Stillorgan a été ouvert à l'est. La N11 comporte le Stillorgan Bus Corridor (QBC) qui longe la N11 dans les deux directions à partir de Saint Stephens Green à Foxrock. 
Stillorgan est un échangeur de bus majeur, le Stillorgan QBC est le plus utilisé d'Irlande, avec deux des lignes de bus les plus fréquentées de Dublin, la 46a à Dún Laoghaire, la 145 à Bray. Les autres lignes de bus desservant Stillorgan  comportent les lignes 11, 47, 75 et 155 ainsi que les lignes 84x, 116 et 118 aux heures de pointe uniquement. Aircoach fournit une liaison directe vers Dublin Airport via le centre-ville de Dublin.
La ligne verte (Luas) passe entre le réservoir et la zone industrielle de Sandyford sur le tracé de l' ancienne ligne de chemin de fer. La egare d Stillorgan LUAS a ouvert ses portes en 2004, elle est située à environ 1,4 km au sud-ouest du village avec des  installations park and ride, une liaison de bus de banlieue vers le centre commercial et un temps de trajet jusqu'à Dublin O'Connell street d'environ une demi-heure.
Stillorgan était le dernier arrêt sur le LUAS avant le terminus d'origine de la gare de Sandyford, mais le LUAS a depuis été prolongé du tracé de l'ancienne voie ferrée jusqu'à Bride's Glen. L'ancienne gare de Stillorgan était située au nord du dépôt LUAS après la gare de Sandyford. Il a ouvert ses portes le 10 juillet 1854 et a fermé pour le trafic de marchandises en 1937. Il a fermé définitivement ses le 1er janvier 1959. Le bâtiment de la gare est devenu une résidence privée,.
Un document de la National Transport Authority, publié en 2018, propose que la ligne de métro de Dublin s'arrête à la gare de Stillorgan's Luas , sur son trajet d'Estuary à Sandyford.

## Administration
La circonscription électorale de Stillorgan Ward est une des six sections du conseil du comté de Dún Laoghaire–Rathdown.
Elle comprend Clonskeagh, Mount Merrion, Kilmacud, Stillorgan, Leopardstown et Foxrock. La section de Stillorgan a été créée pour les élections locales irlandaises de 1985. Avant, une grande partie du secteur de Stillorgan faisait partie de la circonscription de Dundrum.
À la suite des élections locales de 2014, six conseillers ont été élus : Barry Saul (FG), Josepha Madigan (FG), Deirdre Donnelly (Ind), Richard Humphreys (Lab), Gerry Horkan (FF) et Liam Dockery (FF). Richard Humphreys a été nommé juge puis remplacé au conseil par Carron McKinney (LAB) en 2015. Josepha Madigan a été élu au Parlement en 2016 et remplacé par John Kennedy (FG) et Donal Smith (FF) respectivement au conseil du comté.

## Personnalités locales
Il faut citer :
- William Orpen (1878–1931), le portraitiste et peintre de guerre officiel, né d'une famille protestante influente, dans une maison appelée Oriel sur Grove Avenue[2].
- Dermot Morgan (1952–1998), comédien et acteur, scolarisé à Oatlands College et enseignant à Stillorgan Tech, devenu Stillorgan College of Further Education[2].
- Sir James Comyn (1921-1997), juge  de la Haute-Cour anglaise, a vécu à Stillorgan[2].